# Sân bay quốc tế Thiên Hà Vũ Hán
Sân bay quốc tế Thiên Hà Vũ Hán (tiếng Anh: Wuhan Tianhe International Airport (Trung văn phồn thể: 武漢天河國際機場; Trung văn giản thể: 武汉天河国际机场; bính âm: Wǔhàn Tiānhé Guójì Jīchǎng) (IATA: WUH, ICAO: ZHHH) phục vụ Vũ Hán, Hồ Bắc, Trung Quốc. Sân bay này cách trung tâm Vũ Hán 26 km về phía bắc.
Sân bay được mở cửa ngày 15/4/1995. Đây là sân bay lớn và bận rộn nhất miền Hoa Trung, là sân bay tấp nập thứ 13 Trung Quốc với 20.772.000 lượt khách thông qua năm 2016, 18,9 triệu lượt khách năm 2015.

## Nhà ga 2
Trong tương lai, có dự án phát triển mới của nhà ga bao gồm việc xây dựng một nhà ga thứ hai, một đường băng thứ hai trong kế hoạch để phục vụ tốt hơn các hành khách ngày càng tăng cũng như để phù hợp với Airbus 380, một máy bay phản lực khổng lồ. Nhà ga thứ hai, trong đó có một diện tích sàn 121.200 mét vuông và có công suất thiết kế để xử lý 13.000.000 hành khách và 320.000 tấn hàng / năm. Dự án mở rộng dự kiến sẽ được hoàn thành tháng 7 năm 2008, với tổng chi phí 3370000000 nhân dân tệ ($ 421.500.000). Đến năm 2010, Vũ Hán dự kiến sẽ phục vụ ít nhất là năm tuyến quốc tế và 100 tuyến đường trong nước. 12.200.000 hành khách dự kiến sẽ đi qua Vũ Hán mỗi năm, và khả năng xử lý hàng hóa của thành phố là đạt 144.000 tấn.

## Các hãng hàng không và các tuyến bay

### Hành khách
| Hãng hàng không          | Các điểm đến | Nhà ga  |
| ------------------------ | --- | ------- |
| AirAsia                  | Kota Kinabalu | Quốc tế |
| Air China                | Thủ đô Bắc Kinh, Trường Xuân, Thành Đô, Đại Khánh, Quảng Châu, Qingdao, Thâm Quyến, Thiên Tân, Hạ Môn, Tây An, Yantai, Yinchuan | 2       |
| Air China                | Chiang Mai, Macau, Surat Thani | Quốc tế |
| Air France               | Paris-Charles de Gaulle | Quốc tế |
| Maldivian                | Maldives |         |
| Air Leisure              | Thuê chuyến: Aswan, Cairo | Quốc tế |
| All Nippon Airways       | Tokyo-Narita | Quốc tế |
| Beijing Capital Airlines | Đại Liên, Ân Thi, Hải Khẩu, Hohhot, Lijiang, Tam Á, Hạ Môn | 2       |
| Chengdu Airlines         | Thành Đô, Nam Ninh, Taizhou, Ôn Châu | 2       |
| China Airlines           | Đài Bắc-Đào Viên | Quốc tế |
| China Eastern Airlines   | Sân bay quốc tế Thủ đô Bắc Kinh, Thành Đô, Dali, Đại Liên, Ân Thi, Quảng Châu, Hàng Châu, Harbin, Côn Minh, Lan Châu, Liễu Châu, Lô Châu, Nam Ninh, Ningbo, Thanh Đảo, Tam Á, Thượng Hải-Hồng Kiều, Thượng Hải-Phố Đông, Sán Đầu, Thần Nông Giá, Thẩm Dương, Thâm Quyến, Thái Nguyên, Thiên Tân, Urumqi, Wenzhou, Hạ Môn, Tây An, Xishuangbanna, Diêm Thành, Yên Đài, Yinchuan, Tuân Nghị | 2       |
| China Eastern Airlines   | Bangkok-Suvarnabhumi, Kaohsiung, Đài Bắc-Đào Viên | Quốc tế |
| China Southern Airlines  | Baotou, Sân bay quốc tế Thủ đô Bắc Kinh, Trường Xuân, Thành Đô, Trùng Khánh, Đại Liên, Ân Thi, Quảng Châu, Guilin, Quý Dương, Hải Khẩu, Hàng Châu, Harbin, Korla, Côn Minh, Lan Châu, Nam Ninh, Ninh Ba, Qingdao, Tam Á, Thượng Hải-Phố Đông, Shantou, Thẩm Dương, Thâm Quyến, Taiyuan, Thiên Tân, Urumqi, Wenzhou, Hạ Môn, Tây An, Xishuangbanna, Zhuhai                                 | 2       |
| China Southern Airlines  | Bangkok-Suvarnabhumi, Dubai-International, Hong Kong, Kaohsiung, Macau, Moscow-Sheremetyevo, Nagoya-Centrair, Phuket, Rome-Fiumicino, San Francisco, Seoul-Incheon, Đài Bắc-Đào Viên, Tokyo-Narita | Quốc tế |
| Chongqing Airlines       | Trùng Khánh, Hàng Châu | 2       |
| Cathay Dragon            | Hong Kong | Quốc tế |
| Hainan Airlines          | Sân bay quốc tế Thủ đô Bắc Kinh, Quý Dương, Hải Khẩu, Hàng Châu, Hohhot, Qingdao, Tam Á, Urumqi, Ôn Châu | 2       |
| Jetstar Airways          | Gold Coast | Quốc tế |
| Jetstar Pacific Airlines | Thuê chuyến: Nha Trang | Quốc tế |
| Joy Air                  | Tây An, Tương Phàn | 2       |
| Juneyao Airlines         | Lijiang, Thượng Hải-Hồng Kiều, Thượng Hải-Phố Đông | 2       |
| Korean Air               | Seoul-Incheon | Quốc tế |
| Kunming Airlines         | Côn Minh, Dương Châu | 2       |
| Lucky Air                | Đại Liên, Côn Minh, Lijiang, Thanh Đảo | 2       |
| Shandong Airlines        | Guilin, Quý Dương, Tế Nam, Nam Ninh, Thanh Đảo, Hạ Môn, Yantai, Yinchuan | 2       |
| Shanghai Airlines        | Thượng Hải-Hồng Kiều | 2       |
| Shenzhen Airlines        | Trường Xuân, Quảng Châu, Hohhot, Côn Minh, Nam Ninh, Shenyang, Thâm Quyến, Vô Tích, Xining | 2       |
| Sichuan Airlines         | Thành Đô, Trùng Khánh, Harbin, Nam Ninh, Nam Thông, Tuyền Châu, Thần Nông Giá | 2       |
| Silk Air                 | Singapore | Quốc tế |
| Spring Airlines          | Osaka-Kansai | Quốc tế |
| Thai AirAsia             | Bangkok-Don Mueang, Phuket | Quốc tế |
| Tianjin Airlines         | Bắc Hải, Phúc Châu, Ordos, Tam Á, Thiên Tân, Tây An | 2       |
| TransAsia Airways        | Taipei-Songshan | Quốc tế |
| Vietnam Airlines         | Đà Nẵng Thuê chuyến theo mùa: Nha Trang | Quốc tế |
| West Air                 | Trùng Khánh, Phúc Châu | 2       |
| Xiamen Airlines          | Thành Đô, Trùng Khánh, Phúc Châu, Hàng Châu, Tế Nam, Côn Minh, Lan Châu, Miên Dương, Tuyền Châu, Thái Nguyên, Thiên Tân, Urumqi, Hạ Môn, Ngân Xuyên | 2       |

## Virus corona diễn ra ở Vũ Hán
Theo thông báo của Cơ quan Kiểm soát dịch viêm phổi Vũ Hán, bắt đầu từ 10h sáng 23/1/2020 (giờ địa phương), thành phố Vũ Hán thuộc tỉnh Hồ Bắc sẽ 'tạm thời' ngưng tất cả chuyến bay và chuyến tàu đưa khách rời thành phố nhằm ngăn lây lan dịch bệnh.
Sân bay quốc tế Vũ Hán Tianhe cho biết, lối vào ở cửa vào sân bay chính sẽ có một thiết bị đo nhiệt độ cơ thể khách hàng, nhằm phát hiện ra những trường hợp cần kiểm tra kỹ.
Ngày 24/1/2020, Cục Hàng không Việt Nam ra chỉ thị hủy toàn bộ giấy phép đã cấp và ngừng cấp phép bay mới cho các chuyến bay từ Việt Nam đi Vũ Hán và ngược lại.
Cục Hàng không Việt Nam đã thông báo tạm thời hủy các phép bay giữa Việt Nam và Trung Quốc từ 13 giờ ngày 1-2-2020. Các chuyến bay đang thực hiện, yêu cầu bay trở lại sân bay cất cánh.
Tổng công ty Quản lý bay Việt Nam có trách nhiệm thông báo tin tức hàng không bằng hình thức phù hợp với nội dung tạm thời hủy phép bay nêu trên. Đồng thời, quản lý bay cũng được yêu cầu từ chối tiếp nhận kế hoạch bay không lưu của các chuyến bay giữa Việt Nam và Trung Quốc theo kế hoạch nói trên. Các chuyến bay đang thực hiện, yêu cầu bay trở lại sân bay cất cánh.
Việc cấp lại phép bay cho các hãng sẽ được Cục Hàng không Việt Nam thông báo đến các hãng sau khi có chỉ đạo của Thủ tướng Chinh phủ.